# Marysvale
Marysvale is een plaats (town) in de Amerikaanse staat Utah, en valt bestuurlijk gezien onder Piute County.

## Demografie
Bij de volkstelling in 2000 werd het aantal inwoners vastgesteld op 381.
In 2006 is het aantal inwoners door het United States Census Bureau geschat op 342, een daling van 39 (-10,2%).

## Geografie
Volgens het United States Census Bureau beslaat de plaats een oppervlakte van
39,1 km², geheel bestaande uit land. Marysvale ligt op ongeveer 1789 m boven zeeniveau.

## Plaatsen in de nabije omgeving
De onderstaande figuur toont nabijgelegen plaatsen in een straal van 28 km rond Marysvale.